# Comuna Șevcenkove, Dolîna
Șevcenkove (în ucraineană Шевченкове) este o comună în raionul Dolîna, regiunea Ivano-Frankivsk, Ucraina, formată din satele Mîslivka și Șevcenkove (reședința).

## Demografie
Componența lingvistică a comunei Șevcenkove
     Ucraineană (99,3%)
     Alte limbi (0,66%)
Conform recensământului din 2001, majoritatea populației comunei Șevcenkove era vorbitoare de ucraineană (99,3%), existând în minoritate și vorbitori de alte limbi.